# Богиня (фильм, 1960)
«Боги́ня» (бенг. দেবী, Devi) — чёрно-белый фильм-драма 1960 года индийского режиссёра Сатьяджита Рая.

## Сюжет
Действие фильма происходит в 1860 году в бенгальской деревне Чандипур. Дойамойи и её муж Умапрасад живут с его старшим братом, его женой и богатым отцом Каликинкаром Роем. Каликинкар Рой, стареющий вдовец, поклоняется индуистской богине Кали. Умапрасад, муж Дойамойи, уезжает на учёбу в Калькутту, а она остаётся ухаживать за старым тестем.
Каликинкару Рою во сне приходит откровение, что его невестка является воплощением богини Кали, и он настаивает, чтобы ей поклонялись. Однажды он помещает у её ног умирающего ребенка и тот чудесным образом выздоравливает. Эта новость быстро распространяется и сотни престарелых, больных и бедных устремляются к Дойамойи за помощью. Умапрасад узнаёт об этих событиях и возвращается домой, чтобы образумить своего отца. Однако отец не слушает его.
Умапрасад пытается увезти жену, но она сама начинает верить в свой божественный статус. Когда заболевает её племянник, Кхока, Дойамойи берёт его на своё попечение, однако тот умирает у неё на руках, не получив медицинской помощи. Дойамойи подавлена смертью ребёнка, а Каликинкар Рой сходит с ума.

## В ролях
| Актёр              | Роль             |
| ------------------ | ---------------- |
| Чаби Бисвас        | Каликинкар Рой   |
| Соумитра Чаттерджи | Умапрасад        |
| Шармила Тагор      | Дойамойи         |
| Пурненду Мукхерджи | Тарапрасад       |
| Каруна Баннерджи   | Харасундари      |
| Арпан Чоудхури     | Кхока            |
| Анил Чаттерджи     | Бхудеб           |
| Кали Саркар        | профессор Саркар |
| Мохаммед Исраил    | Нибаран          |
| Хагеш Чакраварти   | Кавирадж         |

## Награды и номинации
| Награды и номинации | Награды и номинации               | Награды и номинации     | Награды и номинации | Награды и номинации |
| Год                 | Фестиваль                         | Категория               | Номинирован(а)      | Итог                |
| ------------------- | --------------------------------- | ----------------------- | ------------------- | ------------------- |
| 1961                | President's Gold Medal, New Delhi |                         |                     | Победа              |
| 1962                | Каннский кинофестиваль            | Золотая пальмовая ветвь | Сатьяджит Рай       | Номинация           |